# Mouriri uncitheca
Mouriri uncitheca är en tvåhjärtbladig växtart som beskrevs av Thomas Morley och John Julius Wurdack. Mouriri uncitheca ingår i släktet Mouriri och familjen Melastomataceae.
Artens utbredningsområde är Venezuela. Inga underarter finns listade i Catalogue of Life.